# Coleoxestia rachelae
Coleoxestia rachelae är en skalbaggsart som beskrevs av Eya och Chemsak 2005. Coleoxestia rachelae ingår i släktet Coleoxestia och familjen långhorningar.
Artens utbredningsområde är:
- Costa Rica.
- Panama.

Inga underarter finns listade i Catalogue of Life.